# Serie A 2006/2007
Soutěžní ročník Serie A 2006/07 byl 105. ročník nejvyšší italské fotbalové ligy a 75. ročník od založení Serie A. Soutěž začala 10. září 2006 a skončila 27. května 2007. Účastnilo se jí opět 20 týmů z toho 17 se kvalifikovalo z minulého ročníku. Poslední tři týmy předchozího ročníku, jimiž byli US Lecce, Treviso FBC 1993 a poslední tým ročníku - Juventus FC, sestoupily do Serie B. Opačným směrem putovaly Atalanta BC (vítěz Serie B 2005/06), Calcio Catania a Turín FC.
Z loňského ročníku se kvůli korupčnímu skandálu museli odečítat body.
Titul v soutěži obhajoval FC Inter Milán, který v minulém ročníku získal již 14. prvenství v soutěži.

## Přestupy hráčů
| Jméno              | odkud           | kam                 | cena           |  |
| ------------------ | --------------- | ------------------- | -------------- |  |
| Andrij Ševčenko    | AC Milán        | Chelsea FC          | 43 800 000 eur |  |
| Zlatan Ibrahimović | Juventus FC     | FC Inter Milán      | 24 800 000 eur |  |
| Obafemi Martins    | FC Inter Milán  | Newcastle United    | 16 000 000 eur |  |
| Ricardo Oliveira   | Betis Sevilla   | AC Milán            | 15 000 000 eur |  |
| David Pizarro      | FC Inter Milán  | AS Řím              | 13 000 000 eur |  |
| Francesco Tavano   | Empoli FC       | Valencia CF         | 10 000 000 eur |  |
| Patrick Vieira     | Juventus FC     | FC Inter Milán      | 9 500 000 eur  |  |
| Amauri             | AC ChievoVerona | US Città di Palermo | 8 750 000 eur  |  |
| Adrian Mutu        | Juventus FC     | ACF Fiorentina      | 8 000 000 eur  |  |
| Massimo Oddo       | SS Lazio        | AC Milán            | 7 750 000 eur  |  |

## Složení ligy v tomto ročníku
| Klub                | Město              | Stadión                             | Kapacita | Trenér                                                                                               | 2005/06          |
| ------------------- | ------------------ | ----------------------------------- | -------- | --- | ---------------- |
| Ascoli Calcio 1898  | Ascoli Piceno      | Cino e Lillo Del Duca               | 20 550   | Attilio Tesser (do 11. kola) Nedo Sonetti                                                            | 10.              |
| Atalanta BC         | Bergamo            | Atleti Azzurri d'Italia             | 26 393   | Stefano Colantuono                                                                                   | Serie B          |
| Cagliari Calcio     | Cagliari           | Sant'Elia                           | 23 486   | Marco Giampaolo (do 16. kola) Franco Colomba (do 25. kola) Marco Giampaolo                           | 14.              |
| Calcio Catania      | Catania            | Angelo Massimino                    | 23 420   | Pasquale Marino                                                                                      | Serie B          |
| Empoli FC           | Empoli             | Carlo Castellani                    | 19 795   | Luigi Cagni                                                                                          | 7.               |
| ACF Fiorentina      | Florencie          | Artemio Franchi                     | 47 282   | Cesare Prandelli                                                                                     | 9.               |
| UC Sampdoria        | Janov              | Luigi Ferraris                      | 36 685   | Walter Novellino                                                                                     | 12.              |
| AS Livorno Calcio   | Livorno            | Armando Picchi                      | 19 238   | Daniele Arrigoni (do 29. kola) Fernando Orsi                                                         | 6.               |
| FC Messina Peloro   | Messina            | San Filippo                         | 38 772   | Bruno Giordano (do 21. kola) Alberto Cavasin (do 29. kola) Bruno Giordano (do 33. kola) Bruno Bolchi | 17.              |
| AC Milán            | Milán              | Giuseppe Meazza                     | 82 955   | Carlo Ancelotti                                                                                      | Bronzová medaile |
| FC Inter Milán      | Milán              | Giuseppe Meazza                     | 82 955   | Roberto Mancini                                                                                      |                  |
| AS Řím              | Řím                | Olimpico                            | 82 307   | Luciano Spalletti                                                                                    | Stříbrná medaile |
| SS Lazio            | Řím                | Olimpico                            | 82 307   | Delio Rossi                                                                                          | 16.              |
| Turín FC            | Turín              | Olimpico di Torino                  | 27 168   | Alberto Zaccheroni (do 25. kola) Gianni De Biasi                                                     | Serie B          |
| US Città di Palermo | Palermo            | Renzo Barbera                       | 37 242   | Francesco Guidolin (do 33. kola) Renzo Gobbo (do 36. kola) Francesco Guidolin                        | 5.               |
| Parma FC            | Parma              | Ennio Tardini                       | 27 906   | Stefano Pioli (do 23. kola) Claudio Ranieri                                                          | 8.               |
| Reggina Calcio      | Reggio di Calabria | Oreste Granillo                     | 27 454   | Walter Mazzarri                                                                                      | 13.              |
| AC Siena            | Siena              | Artemio Franchi – Montepaschi Arena | 15 373   | Mario Beretta                                                                                        | 15.              |
| AC ChievoVerona     | Verona             | Marc'Antonio Bentegodi              | 39 371   | Giuseppe Pillon (do 6. kola) Luigi Delneri                                                           | 4.               |
| Udinese Calcio      | Udine              | Friuli                              | 41 652   | Giovanni Galeone (do 19. kola) Alberto Malesani                                                      | 11.              |

## Tabulka
| Poř. | Tým                 | Z  | V  | R  | P  | VG | OG | B   |
| ---- | ------------------- | -- | -- | -- | -- | -- | -- | --- |
| 1.   | FC Inter Milán      | 38 | 30 | 7  | 1  | 80 | 34 | 97  |
| 2.   | AS Řím              | 38 | 22 | 9  | 7  | 74 | 34 | 75  |
| 3.   | SS Lazio 1          | 38 | 18 | 11 | 9  | 59 | 33 | 62* |
| 4.   | AC Milán 1 2        | 38 | 19 | 12 | 7  | 57 | 36 | 61* |
| 5.   | US Città di Palermo | 38 | 16 | 10 | 12 | 58 | 51 | 58  |
| 6.   | ACF Fiorentina 1    | 38 | 21 | 10 | 7  | 62 | 31 | 58* |
| 7.   | Empoli FC           | 38 | 14 | 12 | 12 | 42 | 43 | 54  |
| 8.   | Atalanta BC         | 38 | 12 | 14 | 12 | 56 | 54 | 50  |
| 9.   | UC Sampdoria        | 38 | 13 | 10 | 15 | 44 | 48 | 49  |
| 10.  | Udinese Calcio      | 38 | 12 | 10 | 16 | 49 | 55 | 46  |
| 11.  | AS Livorno Calcio   | 38 | 10 | 13 | 15 | 41 | 54 | 43  |
| 12.  | Parma FC            | 38 | 10 | 12 | 16 | 41 | 56 | 42  |
| 13.  | Calcio Catania      | 38 | 10 | 11 | 17 | 46 | 68 | 41  |
| 14.  | Reggina Calcio 1    | 38 | 12 | 15 | 11 | 52 | 50 | 40* |
| 15.  | AC Siena 1          | 38 | 9  | 14 | 15 | 35 | 45 | 40* |
| 16.  | Turín FC            | 38 | 10 | 10 | 18 | 27 | 47 | 40  |
| 17.  | Cagliari Calcio     | 38 | 9  | 13 | 16 | 35 | 46 | 40  |
| 18.  | AC ChievoVerona     | 38 | 9  | 12 | 17 | 38 | 48 | 39  |
| 19.  | Ascoli Calcio 1898  | 38 | 5  | 12 | 21 | 36 | 67 | 27  |
| 20.  | FC Messina Peloro   | 38 | 5  | 11 | 22 | 37 | 69 | 26  |

Poznámky
- Z = Odehrané zápasy; V = Vítězství; R = Remízy; P = Prohry; VG = Vstřelené góly; OG = Obdržené góly; B = Body
- 1  ACF Fiorentina přišla o 15 bodů, Reggina Calcio přišla o 11 bodů, AC Milán přišla o 8 bodů, SS Lazio přišla o 3 body a AC Siena přišel o 1 bod za korupční skandál.
- 2  AC Milán jako obhájce trofeje Ligy mistrů 2006/07 měl zajištěn přímý postup.

|  | Mistr ligy a Přímý postup do Ligy mistrů 2007/08 |
|  | Přímý postup do Ligy mistrů 2007/08              |
|  | Postup do 3. předkola Ligy mistrů 2007/08        |
|  | Přímý postup do 1. kola Poháru UEFA 2007/08      |
|  | Postup do Poháru UEFA 2007/08 z Intertoto Cupu   |
|  | Sestup do Serie B 2007/08                        |

## Střelecká listina
.

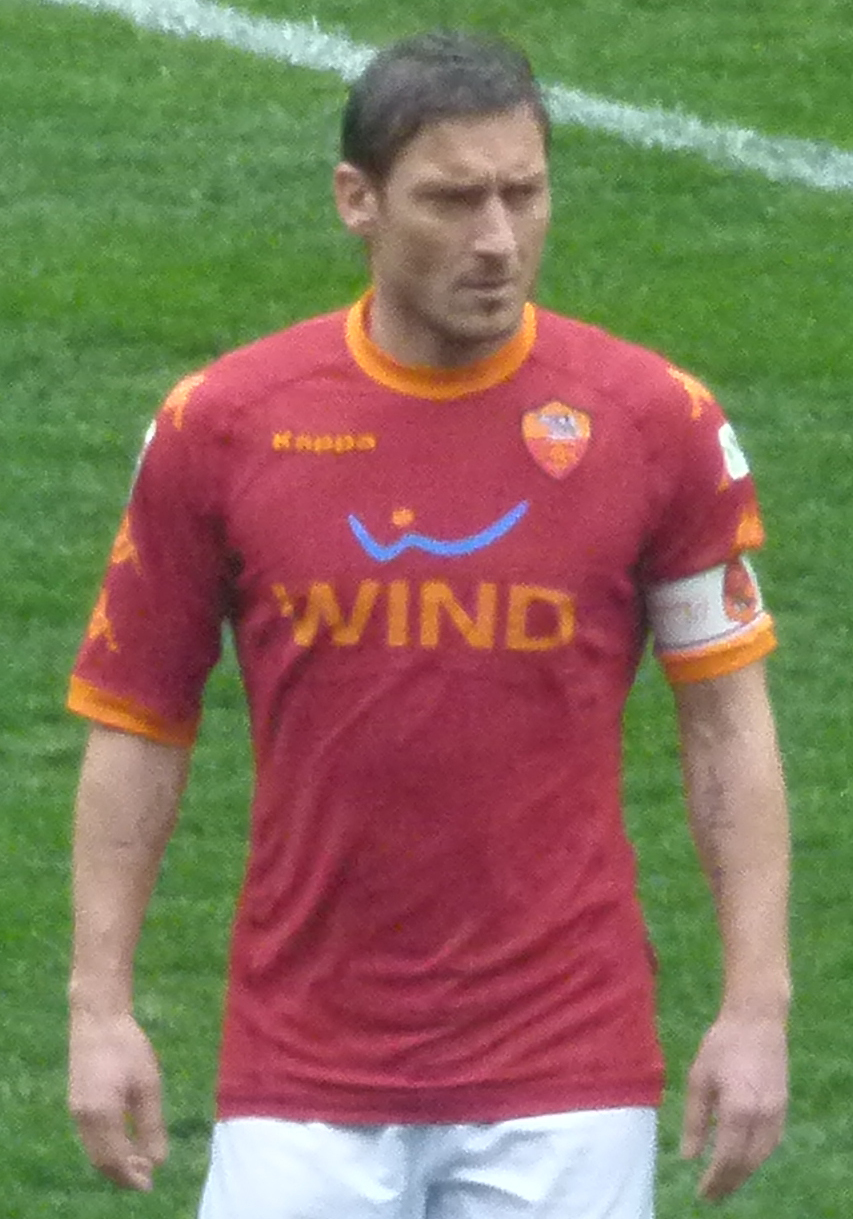
Nejlepší střelec Serie A 2006/07 - Francesco Totti

Nejlepším střelcem tohoto ročníku Serie A se stal italský útočník Francesco Totti. Hráč AS Řím vstřelil 26 branek.
| P.  | Nár      | Hráč                | Tým               | Branky |
| --- | -------- | ------------------- | ----------------- | ------ |
| 1.  | Itálie   | Francesco Totti     | AS Řím            | 26     |
| 2.  | Itálie   | Cristiano Lucarelli | AS Livorno Calcio | 20     |
| 3.  | Itálie   | Christian Riganò    | FC Messina Peloro | 19     |
| 4.  | Itálie   | Rolando Bianchi     | Reggina Calcio    | 18     |
| 5.  | Itálie   | Nicola Amoruso      | Reggina Calcio    | 17     |
| 5.  | Itálie   | Gionatha Spinesi    | Calcio Catania    | 17     |
| 7.  | Itálie   | Tommaso Rocchi      | SS Lazio          | 16     |
| 7.  | Itálie   | Luca Toni           | ACF Fiorentina    | 16     |
| 7.  | Rumunsko | Adrian Mutu         | ACF Fiorentina    | 16     |
| 10. | Švédsko  | Zlatan Ibrahimović  | FC Inter Milán    | 15     |

## Vítěz
| Serie A 2006/07 FC Inter Milán (15. titul) |